# Deutsches Korbmuseum

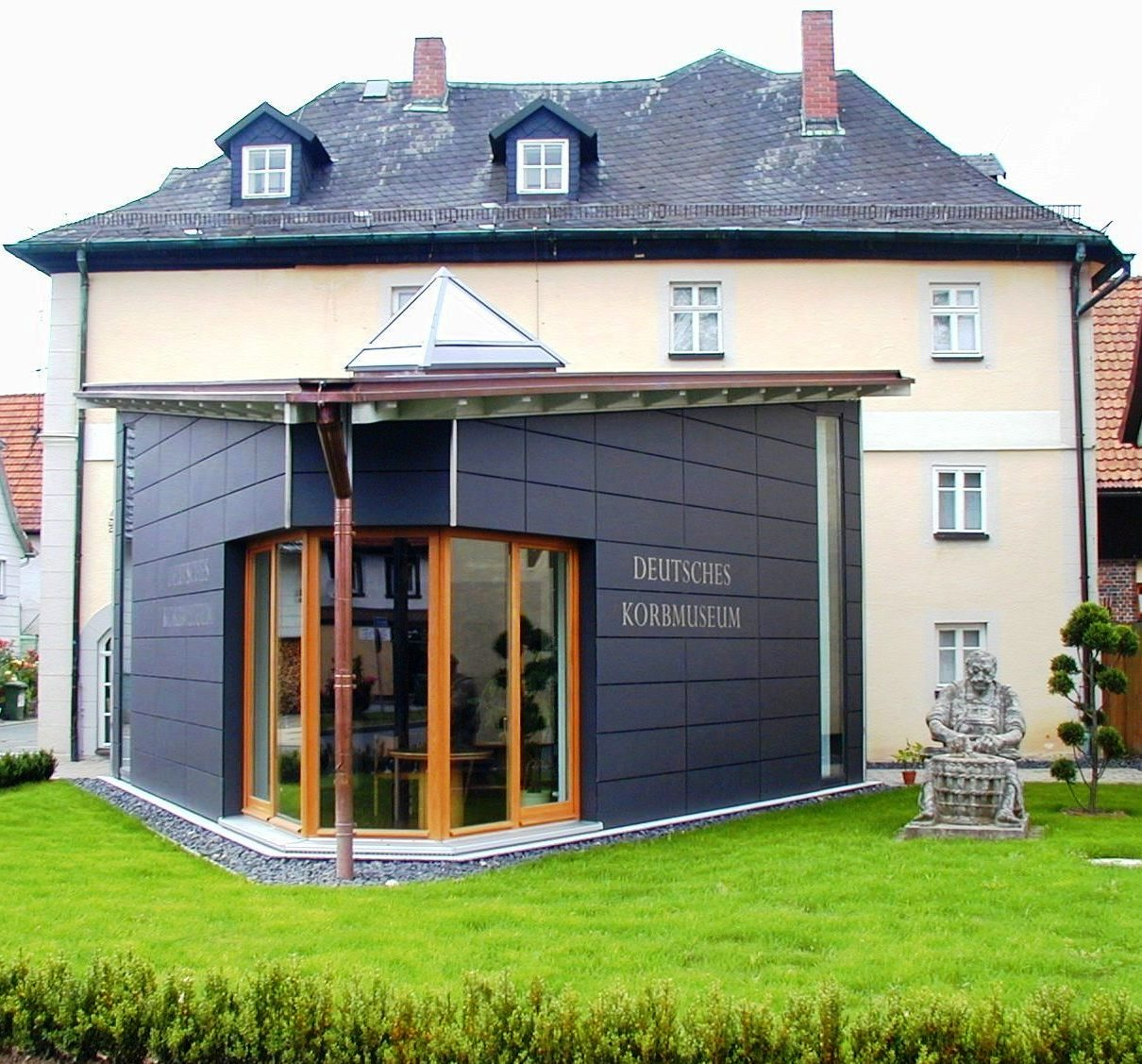
Das Deutsche Korbmuseum

Das Deutsche Korbmuseum, das über eine der umfangreichsten Sammlungen von Flechtarbeiten aus der ganzen Welt verfügt, befindet sich in der Gemeinde Michelau in Oberfranken im Landkreis Lichtenfels. Es ist ein Spezialmuseum für das Flechthandwerk, das 2006 in das bundesweite Verzeichnis der UNESCO für immaterielles Kulturerbe aufgenommen wurde, die Korbindustrie und den Korbhandel.

## Vorgeschichte
Im 18. Jahrhundert wurde das Obermaingebiet zu einem der bedeutendsten deutschen Flechtzentren. Am sandigen Mainufer wuchs die Weide. Familien, die als Kleinbauern, mit dem Fischfang, der Flößerei oder Pfahlmacherei ihren Lebensunterhalt verdienten, begannen im 17. Jahrhundert in den Wintermonaten zu flechten. Die Nebentätigkeit entwickelte sich im folgenden Jahrhundert zum Haupterwerbszweig und zünftigen Handwerk. 1770 wurde eine Korbmacherzunft mit Sitz in Michelau gegründet, der im Jahr 1795 bereits 110 Meister angehörten. Im Laufe der Zeit spezialisierten sich einzelne umliegende Ortschaften auf verschiedene Techniken. Die Michelauer Feinflechtarbeiten wurden in die ganze Welt verkauft. Dieser besonderen Technik widmet das Museum einen eigenen Raum.

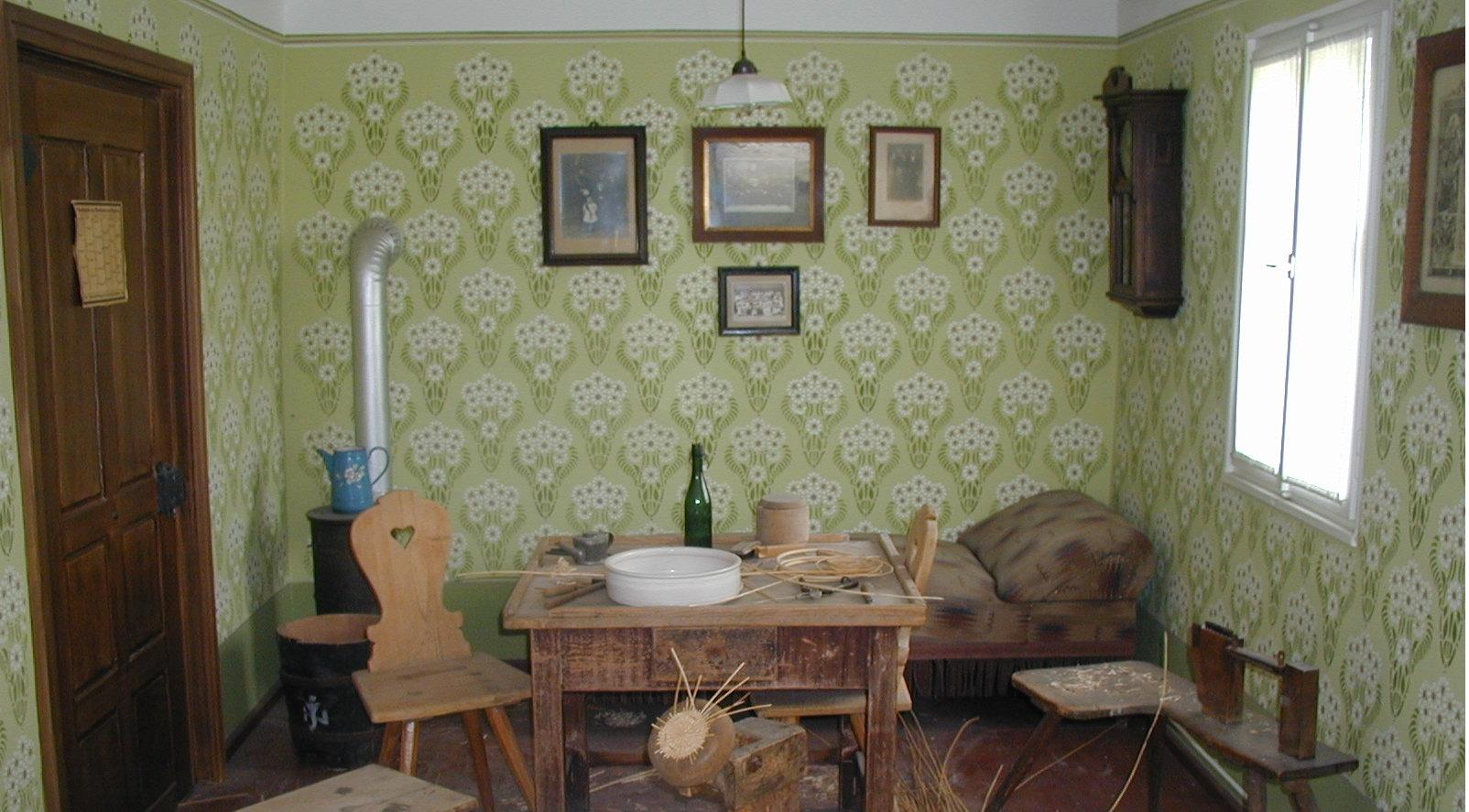
Korbmacherstube im Deutschen Korbmuseum

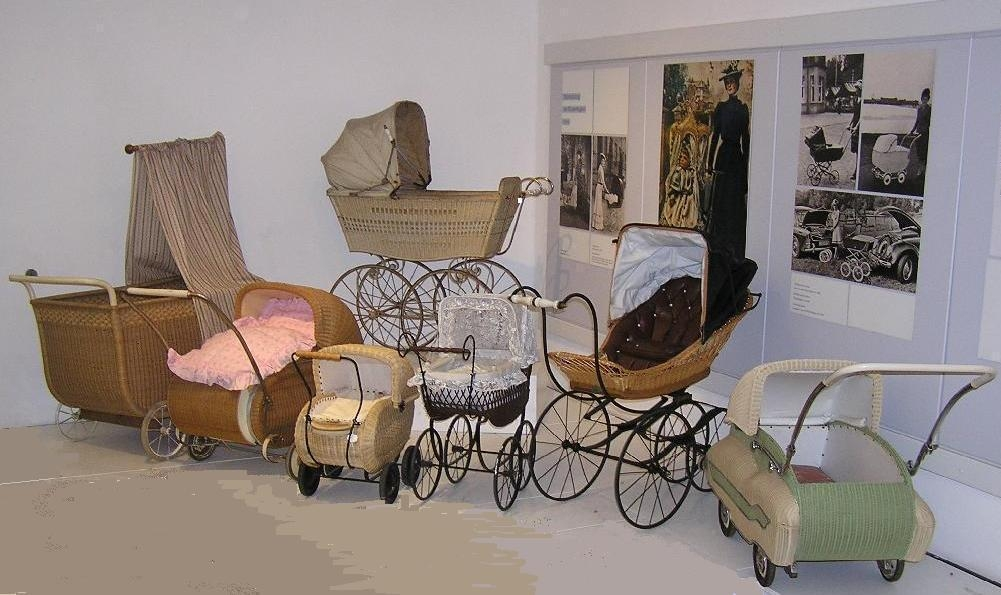
Kinderwagen im Deutschen Korbmuseum

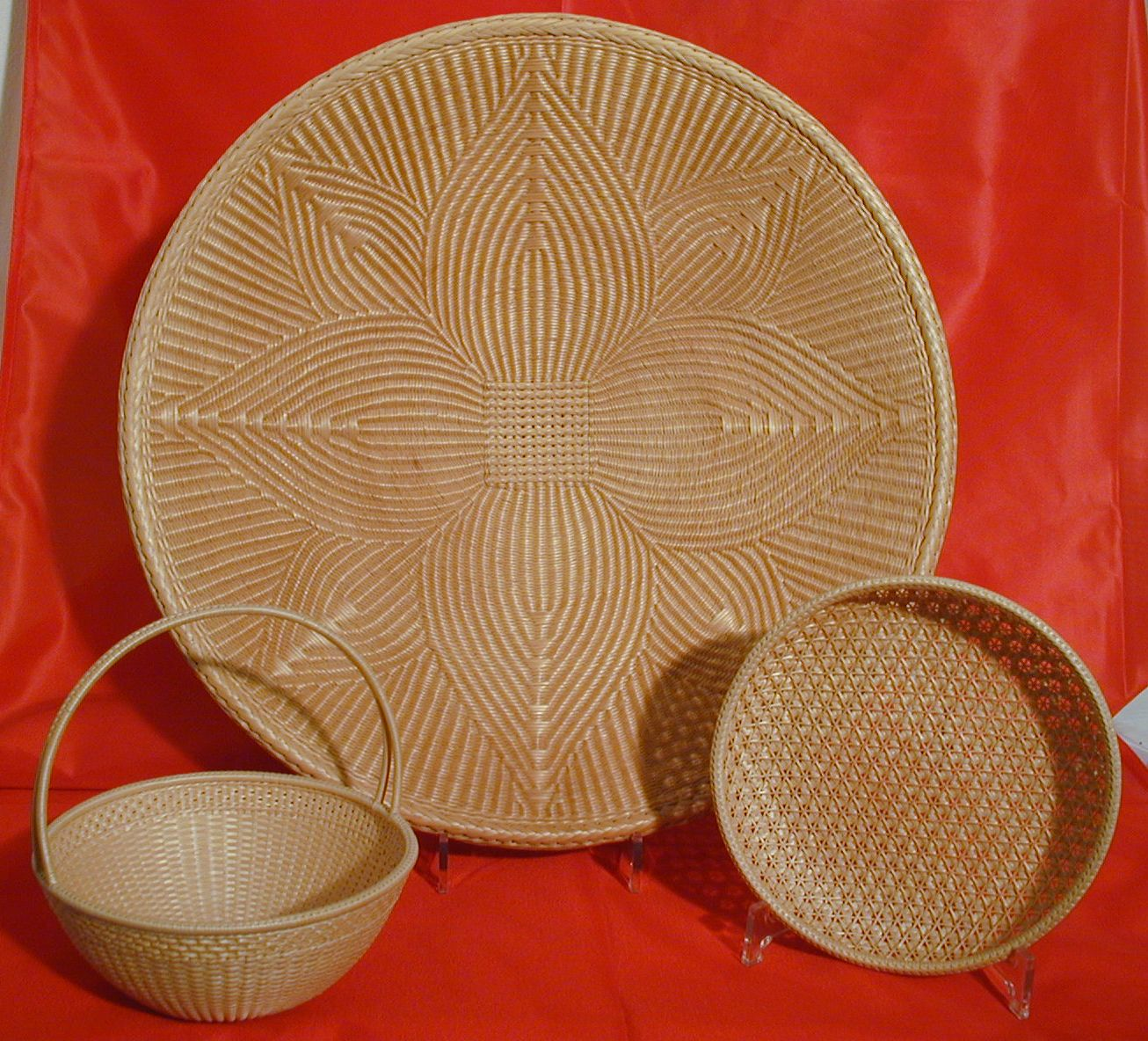
Feinflechtarbeiten im Deutschen Korbmuseum

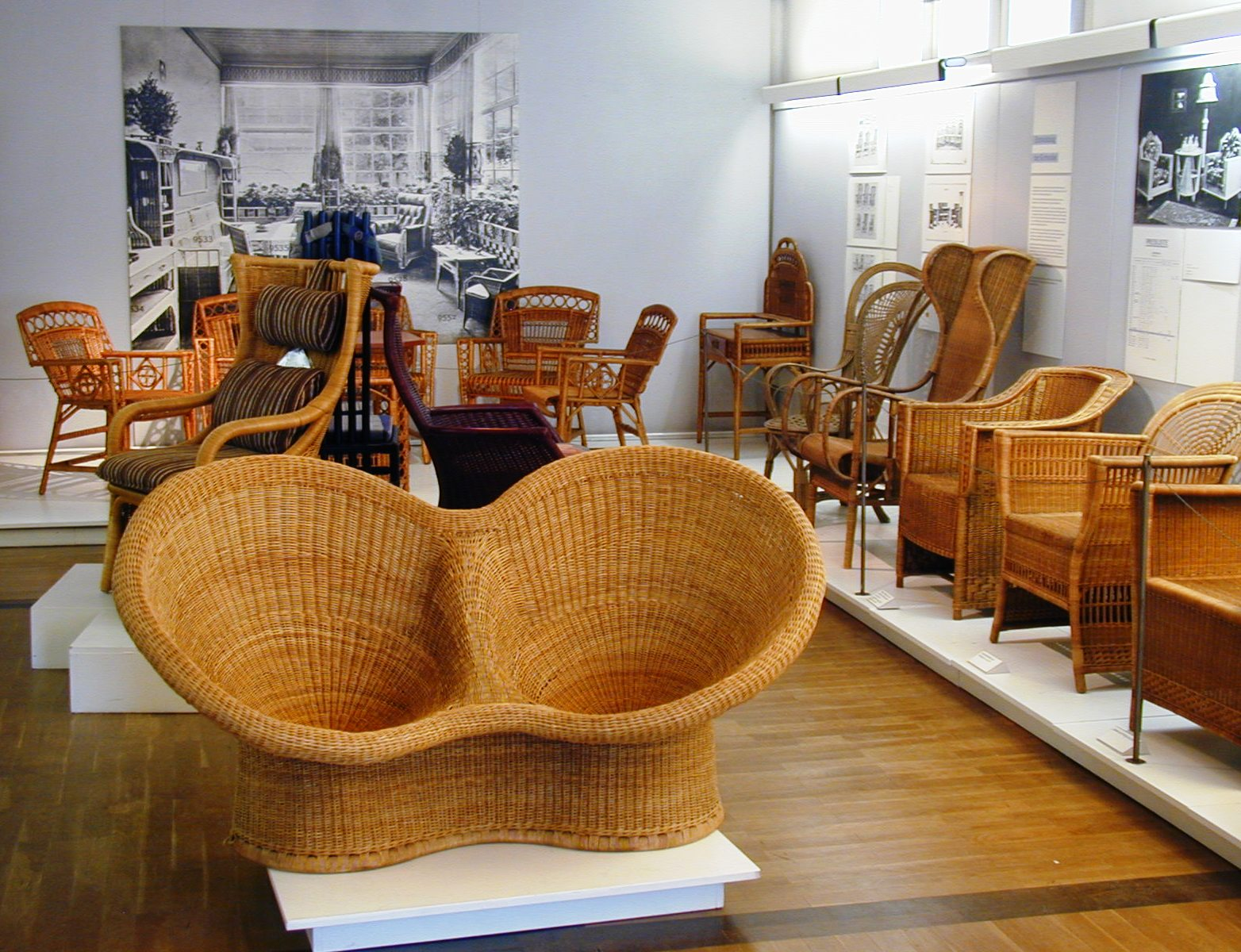
Ausstellungsraum mit Eiermannzweisitzer im Deutschen Korbmuseum

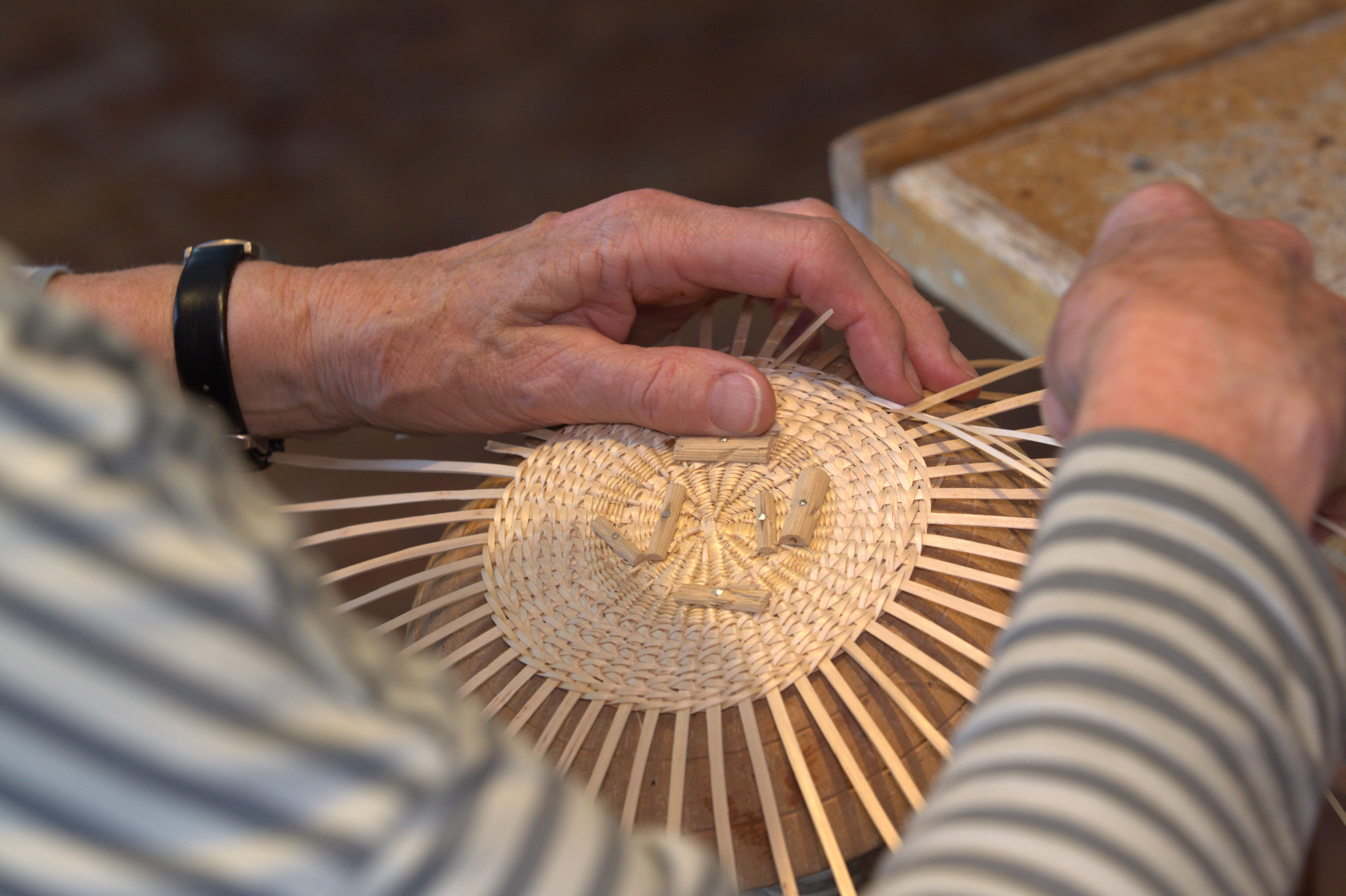
Lebende Werkstätten im Deutschen Korbmuseum

## Geschichte
Zur 1904 gegründeten Fachschule für Korbflechterei in Lichtenfels (heute Staatliche Berufsfachschule für Flechtwerkgestaltung) gehörte eine in Michelau ansässige Zeichenklasse. Als Vorlage zum Abzeichnen wurde in zwei Räumen der Michelauer Schule eine kleine Sammlung verschiedener Korbwaren präsentiert. 1929 beschloss der 2. Bürgermeister von Michelau, Klaus Stammberger, diese Sammlung zu erweitern und sie als Museum der Öffentlichkeit zugänglich zu machen. Einige Korbmachermeister und Fachschullehrer schlossen sich zu einem Ausschuss zusammen, der geeignete Objekte zusammentragen sollte. Sie legten Ende der 1920er und Anfang der 1930er Jahre den Grundstock für die heutige Sammlung des Deutschen Korbmuseums.
Als 1934 der Umbau des Rathauses abgeschlossen war, wurden drei Räume mit Korbwaren, Werkzeugen und Flechtmaterialien als Museum eingerichtet. Am 14. Oktober 1934 fand die Eröffnung des Oberfränkischen Korbmuseums statt. 1935 folgte eine Umbenennung in Ostmärkisches Korbmuseum. Seit 1936 trägt es den Namen Deutsches Korbmuseum.
Während der Kriegsjahre wurde die Sammlung ausgelagert und erst am 26. November 1949 am alten Ort wiedereröffnet. Seit 1967 ist die Sammlung im heutigen Museumsgebäude untergebracht.

## Sammlung
Die Sammlung, die bis heute weiter wächst, umfasst Flechtobjekte von allen Kontinenten, vom Kinderwagen, über das japanische Teeservice, Schmuck, Spielzeug, Ballonkorb und Handtasche bis hin zur Miniaturensammlung mit dem kleinsten aus Weidenschienen geflochtenen Korb der Welt und Designermöbeln von Egon Eiermann oder Marcel Breuer. Ebenso werden Unterlagen, Kataloge, Urkunden und Fotos zur Korbmacherei, zum Korbhandel und der Korbindustrie gesammelt und präsentiert.

## Museumsgebäude
Heute befindet sich das Deutsche Korbmuseum im Stölzel-Haus. Der älteste Teil des Gebäudes wurde 1815 von Johann Georg Gagel (1767–1849) als Wohnhaus erbaut. Er war einer der ersten Korbhändler in Michelau. Sein Sohn Konrad Gagel (1819–1902) führte das Unternehmen weiter, baute es aus und erweiterte das Gebäude. Um 1850 ließ er ein zweigeschossiges Lagergebäude mit Kontor und ein Waschhaus anbauen. In der nächsten Generation leitete der Sohn Leonhard Otto Gagel (1842–1912) den Betrieb. Auch er führte Umbaumaßnahmen am Gebäude durch. 1887 wurde das Lagerhaus aufgestockt und erweitert. Leonhard Otto Gagel setzte sich auch für eine für den Korbhandel wichtige Einrichtung eines Bahnhofs in Michelau ein und tätigte einige Stiftungen an den Ort.
1906 wurde das gesamte Michelauer Unternehmen an den Coburger Kaufmann Max Christian Stölzel (1874–1949) verkauft, dessen Name noch heute an der Fassade des Gebäudes zu lesen ist. 1924 und 1937 wurden nochmals Arbeits- und Lagerräume angebaut. Nach dem Tod von Max Christian Stölzel führte seine Witwe das Unternehmen zwanzig Jahre lang weiter. 1959 verkaufte sie das Gebäude an die Gemeinde Michelau i.OFr. Bis zur Eröffnung des Museums im Stölzel-Haus 1967 richtete die Gemeinde Ausstellungsräume ein. Seit 1988 wird das gesamte Gebäude für museale Zwecke genutzt. 1990 wurde das Deutsche Korbmuseum im Rahmen einer Modernisierung unter anderem mit einer Temperieranlage ausgestattet. Neben 26 Ausstellungsräumen gibt es mehrere Archiv- und Magazinräume. Bei erneuten An- und Umbaumaßnahmen 2008 bis 2009 wurde zusätzlich zu Modernisierungsmaßnahmen im Gebäude ein besucherfreundlicher Eingangsbereich angebaut.

## Verein Deutsches Korbmuseum in Michelau e.V.
Bereits im Jahr 1935 wurde, nach einem Beschluss des Gemeinderats vom 13. Juni, ein erster Museumsverein gegründet. Die Satzung sah als Ersten Vorsitzenden den Ersten Bürgermeister der Gemeinde Michelau vor. Doch schon bald schlief die Tätigkeit des Vereins Oberfränkisches Korbmuseum e.V. wieder ein. Durch den Ersten Bürgermeister Fritz Groß wurde am 1. März 1973 erneut ein Museumsverein ins Leben gerufen. Bis zum 31. Dezember des Gründungsjahres hatte der Verein 39 Mitglieder. 1979 waren es bereits 122. Zu Beginn des Jahres 2011 lag die Zahl der Mitglieder, zu denen Einzelpersonen, Firmen, Vereine und Körperschaften gehören, bei rund 190. 
Zu den Aufgaben des Vereins zählen die Erhaltung des Deutschen Korbmuseums, die finanzielle und ideelle Unterstützung und die Erweiterung der Sammlung. So werden beispielsweise Mittel zur Beschaffung neuer Exponate bereitgestellt. Der Arbeitskreis, der sich aus fachkundigen Mitgliedern des Vereins Deutsches Korbmuseum in Michelau e.V. zusammensetzt, unterstützt aktiv die Museumsarbeit. Der Leiter des Arbeitskreises wird von dessen Mitgliedern gewählt. Der Arbeitskreis soll dem Vorstand beratend beiseite stehen und die Mitarbeiter des Museums bei der Planung und Durchführung von Veranstaltungen und Aktionen unterstützen.

## Mitgliedschaften und Kooperationen
Das Deutsche Korbmuseum veranstaltet in Zusammenarbeit mit den Museen des Obermain-Jura  in den Sommerferien für Schulkinder den Museumssommer und alle zwei Jahre eine Museumsnacht.
Es ist, genau wie die Staatliche Berufsfachschule für Flechtwerkgestaltung und das Innovationszentrum in Lichtenfels, Teil des Pfades der Flechtkultur.
Das Museum ist Mitglied bei Kultur und Genuss in Franken, dem Colloquium Historicum Wirsbergense e. V. und der Deutschen Spielzeugstraße.
Das Museum beteiligt sich am jährlich stattfindenden Flechtkulturfestival (Korbmarkt) in Lichtenfels.